# Grand Prix de Denain 2022
Grand Prix de Denain 2022 var den 63. udgave af det franske cykelløb Grand Prix de Denain. Det godt 200 km lange linjeløb blev kørt den 17. marts 2022 med start og mål i Denain i departementet Nord. Løbet var en del af UCI ProSeries 2022. Løbet blev vundet af Max Walscheid fra Cofidis.

## Resultater
| \| Samlede stilling \| Samlede stilling \| Samlede stilling \| Samlede stilling \| Samlede stilling \| \| Rytter \| Rytter \| Hold \| Tid \| \| \| ---------------- \| ---------------- \| ---------------------------------- \| ---------------- \| ---------------- \| \| 1. \| Max Walscheid \| Cofidis \| 4t 42' 24" \| \| \| 2. \| Dries De Bondt \| Alpecin-Fenix \| + 0" \| \| \| 3. \| Adrien Petit \| Intermarché-Wanty-Gobert Matériaux \| + 0" \| \| \| 4. \| Pierre Barbier \| B&B Hotels-KTM \| + 0" \| \| \| 5. \| Marc Sarreau \| AG2R Citroën Team \| + 0" \| \| \| 6. \| Sandy Dujardin \| TotalEnergies \| + 0" \| \| \| 7. \| Amaury Capiot \| Arkéa-Samsic \| + 0" \| \| \| 8. \| Samuel Leroux \| Go Sport-Roubaix Lille Métropole \| + 0" \| \| \| 9. \| Robbe Ghys \| Sport Vlaanderen-Baloise \| + 0" \| \| \| 10. \| Bram Welten \| Groupama-FDJ \| + 0" \| \| |                |                                    |            |
| |                |                                    |            |
| Kilde: ProCyclingStats |                |                                    |            |
| Samlede stilling |                |                                    |            |
| Rytter | Rytter         | Hold                               | Tid        |
| 1. | Max Walscheid  | Cofidis                            | 4t 42' 24" |
| 2. | Dries De Bondt | Alpecin-Fenix                      | + 0"       |
| 3. | Adrien Petit   | Intermarché-Wanty-Gobert Matériaux | + 0"       |
| 4. | Pierre Barbier | B&B Hotels-KTM                     | + 0"       |
| 5. | Marc Sarreau   | AG2R Citroën Team                  | + 0"       |
| 6. | Sandy Dujardin | TotalEnergies                      | + 0"       |
| 7. | Amaury Capiot  | Arkéa-Samsic                       | + 0"       |
| 8. | Samuel Leroux  | Go Sport-Roubaix Lille Métropole   | + 0"       |
| 9. | Robbe Ghys     | Sport Vlaanderen-Baloise           | + 0"       |
| 10. | Bram Welten    | Groupama-FDJ                       | + 0"       |

## Hold og ryttere
| UCI WorldTeams (8)- AG2R Citroën Team - Bora-Hansgrohe - Cofidis - Groupama-FDJ - Ineos Grenadiers - Intermarché-Wanty-Gobert Matériaux - Jumbo-Visma - UAE Team Emirates UCI ProTeams (8)- Alpecin-Fenix - Arkéa-Samsic - Bardiani-CSF-Faizanè - B&B Hotels-KTM - Bingoal Pauwels Sauces WB - Sport Vlaanderen-Baloise - TotalEnergies - Uno-X Pro Cycling Team UCI Kontinentalhold (4)- Go Sport-Roubaix Lille Métropole - Nice Métropole Côte d'Azur - Saint Michel-Auber 93 - UC Nantes Atlantique |
| |

### Danske ryttere
| Danske ryttere på startlisten |                    |                                    |           |
| Rygnummer                     | Rytter             | Hold                               | Placering |
| 4                             | Jonas Vingegaard   | Team Jumbo-Visma                   | 75        |
| 72                            | Julius Johansen    | Intermarché-Wanty-Gobert Matériaux | 50        |
| 154                           | William Blume Levy | Uno-X Pro Cycling Team             | 12        |

* DNF = gennemførte ikke

### Startliste
| Jumbo-Visma TJV | Jumbo-Visma TJV              | Jumbo-Visma TJV |
| --------------- | ---------------------------- | --------------- |
| Nr.             | Rytter                       | Placering       |
| 1               | Primož Roglič (SLO)          | 37.             |
| 2               | David Dekker (NED)           | 52.             |
| 3               | Pascal Eenkhoorn (NED)       | DNF             |
| 4               | Jonas Vingegaard (DEN)       | 76.             |
| 5               | Timo Roosen (NED) (landevej) | 11.             |
| 6               | Mick van Dijke (NED)         | 81.             |
| 7               | Lennard Hofstede (NED)       | DNF             |

| Ineos Grenadiers IGD | Ineos Grenadiers IGD   | Ineos Grenadiers IGD |
| -------------------- | ---------------------- | -------------------- |
| Nr.                  | Rytter                 | Placering            |
| 11                   | Daniel Martínez (COL)  | 29.                  |
| 12                   | Kim Heiduk (GER)       | 26.                  |
| 13                   | Jhonatan Narváez (ECU) | 34.                  |
| 14                   | Magnus Sheffield (USA) | 43.                  |
| 15                   | Ben Turner (GBR)       | 41.                  |

| UAE Team Emirates UAD | UAE Team Emirates UAD      | UAE Team Emirates UAD |
| --------------------- | -------------------------- | --------------------- |
| Nr.                   | Rytter                     | Placering             |
| 21                    | Pascal Ackermann (GER)     | DNF                   |
| 22                    | Alexys Brunel (FRA)        | DNF                   |
| 23                    | Rui Oliveira (POR)         | 15.                   |
| 24                    | Felix Groß (GER)           | 77.                   |
| 25                    | Vegard Stake Laengen (NOR) | DNF                   |
| 26                    | Joel Suter (SUI)           | 86.                   |
| 27                    | Maximiliano Richeze (ARG)  | DNF                   |

| AG2R Citroën Team ACT | AG2R Citroën Team ACT        | AG2R Citroën Team ACT |
| --------------------- | ---------------------------- | --------------------- |
| Nr.                   | Rytter                       | Placering             |
| 32                    | Paul Lapeira (FRA)           | 28.                   |
| 33                    | Aurélien Paret-Peintre (FRA) | 24.                   |
| 34                    | Damien Touzé (FRA)           | 40.                   |
| 35                    | Antoine Raugel (FRA)         | DNF                   |
| 36                    | Marc Sarreau (FRA)           | 5.                    |
| 37                    | Nicolas Prodhomme (FRA)      | 57.                   |

| Bora-Hansgrohe BOH | Bora-Hansgrohe BOH      | Bora-Hansgrohe BOH |
| ------------------ | ----------------------- | ------------------ |
| Nr.                | Rytter                  | Placering          |
| 42                 | Shane Archbold (NZL)    | DNF                |
| 43                 | Patrick Gamper (AUT)    | DNF                |
| 44                 | Jonas Koch (GER)        | DNF                |
| 45                 | Martin Laas (EST)       | 78.                |
| 46                 | Lukas Pöstlberger (AUT) | DNF                |
| 47                 | Matthew Walls (GBR)     | DNF                |

| Cofidis COF | Cofidis COF             | Cofidis COF |
| ----------- | ----------------------- | ----------- |
| Nr.         | Rytter                  | Placering   |
| 51          | Max Walscheid (GER)     | 1.          |
| 52          | Piet Allegaert (BEL)    | 33.         |
| 53          | Tom Bohli (SUI)         | DNF         |
| 54          | André Carvalho (POR)    | 91.         |
| 55          | Wesley Kreder (NED)     | 53.         |
| 56          | Kenneth Vanbilsen (BEL) | 69.         |
| 57          | Jelle Wallays (BEL)     | 70.         |

| Groupama-FDJ GFC | Groupama-FDJ GFC         | Groupama-FDJ GFC |
| ---------------- | ------------------------ | ---------------- |
| Nr.              | Rytter                   | Placering        |
| 61               | Lewis Askey (GBR)        | 46.              |
| 62               | Clément Davy (FRA)       | 72.              |
| 63               | Matthieu Ladagnous (FRA) | 38.              |
| 64               | Fabian Lienhard (SUI)    | 32.              |
| 65               | Bram Welten (NED)        | 10.              |
| 66               | Rait Ärm (EST)           | 36.              |
| 67               | Samuel Watson (GBR)      | 35.              |

| Intermarché-Wanty-Gobert Matériaux IWG | Intermarché-Wanty-Gobert Matériaux IWG | Intermarché-Wanty-Gobert Matériaux IWG |
| -------------------------------------- | -------------------------------------- | -------------------------------------- |
| Nr.                                    | Rytter                                 | Placering                              |
| 71                                     | Dimitri Claeys (BEL)                   | 44.                                    |
| 72                                     | Julius Johansen (DEN)                  | 51.                                    |
| 73                                     | Hugo Page (FRA)                        | 16.                                    |
| 74                                     | Adrien Petit (FRA)                     | 3.                                     |
| 76                                     | Taco van der Hoorn (NED)               | 71.                                    |
| 77                                     | Kevin Van Melsen (BEL)                 | 42.                                    |

| Alpecin-Fenix AFC | Alpecin-Fenix AFC              | Alpecin-Fenix AFC |
| ----------------- | ------------------------------ | ----------------- |
| Nr.               | Rytter                         | Placering         |
| 81                | Dries De Bondt (BEL)           | 2.                |
| 82                | Floris De Tier (BEL)           | DNF               |
| 83                | Maurice Ballerstedt (GER)      | 89.               |
| 84                | Guillaume Van Keirsbulck (BEL) | 31.               |
| 85                | Edward Planckaert (BEL)        | DNF               |
| 86                | Julien Vermote (BEL)           | DNF               |
| 87                | Ayco Bastiaens (BEL)           | 61.               |

| Arkéa-Samsic ARK | Arkéa-Samsic ARK        | Arkéa-Samsic ARK |
| ---------------- | ----------------------- | ---------------- |
| Nr.              | Rytter                  | Placering        |
| 91               | Dayer Quintana (COL)    | DNF              |
| 92               | Amaury Capiot (BEL)     | 7.               |
| 93               | Christophe Noppe (BEL)  | DNF              |
| 95               | Markus Pajur (EST)      | 65.              |
| 96               | Benjamin Declercq (BEL) | DNF              |
| 97               | Kévin Vauquelin (FRA)   | 25.              |

| Bardiani CSF Faizanè BCF | Bardiani CSF Faizanè BCF     | Bardiani CSF Faizanè BCF |
| ------------------------ | ---------------------------- | ------------------------ |
| Nr.                      | Rytter                       | Placering                |
| 101                      | Enrico Battaglin (ITA)       | 67.                      |
| 102                      | Jonathan Cañaveral (COL)     | 54.                      |
| 103                      | Luca Colnaghi (ITA)          | DNF                      |
| 105                      | Alessandro Santaromita (ITA) | DNF                      |
| 106                      | Enrico Zanoncello (ITA)      | DNF                      |
| 107                      | Samuele Zoccarato (ITA)      | DNF                      |

| B&B Hotels-KTM BBK | B&B Hotels-KTM BBK     | B&B Hotels-KTM BBK |
| ------------------ | ---------------------- | ------------------ |
| Nr.                | Rytter                 | Placering          |
| 111                | Pierre Barbier (FRA)   | 4.                 |
| 112                | Jens Debusschere (BEL) | 47.                |
| 113                | Quentin Jauregui (FRA) | 56.                |
| 114                | Jérémy Lecroq (FRA)    | DNF                |
| 115                | Cyril Lemoine (FRA)    | 39.                |
| 116                | Julien Morice (FRA)    | 30.                |
| 117                | Luca Mozzato (ITA)     | 27.                |

| Bingoal Pauwels Sauces WB BWB | Bingoal Pauwels Sauces WB BWB | Bingoal Pauwels Sauces WB BWB |
| ----------------------------- | ----------------------------- | ----------------------------- |
| Nr.                           | Rytter                        | Placering                     |
| 121                           | Stanisław Aniołkowski (POL)   | 85.                           |
| 122                           | Karl Patrick Lauk (EST)       | 19.                           |
| 123                           | Dimitri Peyskens (BEL)        | 63.                           |
| 124                           | Laurenz Rex (BEL)             | DNF                           |
| 125                           | Ludovic Robeet (BEL)          | 62.                           |
| 126                           | Bas Tietema (NED)             | 80.                           |
| 127                           | Tom Wirtgen (LUX)             | 23.                           |

| Sport Vlaanderen-Baloise SVB | Sport Vlaanderen-Baloise SVB | Sport Vlaanderen-Baloise SVB |
| ---------------------------- | ---------------------------- | ---------------------------- |
| Nr.                          | Rytter                       | Placering                    |
| 131                          | Milan Fretin (BEL)           | 48.                          |
| 132                          | Alex Colman (BEL)            | 88.                          |
| 133                          | Sander De Pestel (BEL)       | DNF                          |
| 134                          | Robbe Ghys (BEL)             | 9.                           |
| 135                          | Kenneth Van Rooy (BEL)       | 49.                          |
| 136                          | Ward Vanhoof (BEL)           | 17.                          |
| 137                          | Aaron Verwilst (BEL)         | 68.                          |

| TotalEnergies TEN | TotalEnergies TEN         | TotalEnergies TEN |
| ----------------- | ------------------------- | ----------------- |
| Nr.               | Rytter                    | Placering         |
| 141               | Niki Terpstra (NED)       | 45.               |
| 142               | Sandy Dujardin (FRA)      | 6.                |
| 143               | Christopher Lawless (GBR) | DNF               |
| 144               | Lorrenzo Manzin (FRA)     | DNF               |
| 145               | Jérémy Cabot (FRA)        | 90.               |

| Uno-X Pro Cycling Team UXT | Uno-X Pro Cycling Team UXT   | Uno-X Pro Cycling Team UXT |
| -------------------------- | ---------------------------- | -------------------------- |
| Nr.                        | Rytter                       | Placering                  |
| 151                        | Erik Nordsæter Resell (NOR)  | 55.                        |
| 152                        | Lars Saugstad (NOR)          | 58.                        |
| 153                        | Fredrik Dversnes (NOR)       | DNF                        |
| 154                        | William Blume Levy (DEN)     | 13.                        |
| 155                        | Martin Bugge Urianstad (NOR) | 50.                        |
| 156                        | Kristian Kulset (NOR)        | 75.                        |
| 157                        | Iver Skaarseth (NOR)         | 66.                        |

| Go Sport-Roubaix Lille Métropole GRL | Go Sport-Roubaix Lille Métropole GRL | Go Sport-Roubaix Lille Métropole GRL |
| ------------------------------------ | ------------------------------------ | ------------------------------------ |
| Nr.                                  | Rytter                               | Placering                            |
| 161                                  | Samuel Leroux (FRA)                  | 8.                                   |
| 163                                  | Tom Mainguenaud (FRA)                | DNF                                  |
| 164                                  | Evaldas Šiškevicius (LTU)            | 20.                                  |
| 165                                  | Valentin Tabellion (FRA)             | DNF                                  |
| 166                                  | Norman Vahtra (EST)                  | 60.                                  |
| 167                                  | Emiel Vermeulen (BEL)                | DNF                                  |

| Nice Métropole Côte d'Azur NMC | Nice Métropole Côte d'Azur NMC | Nice Métropole Côte d'Azur NMC |
| ------------------------------ | ------------------------------ | ------------------------------ |
| Nr.                            | Rytter                         | Placering                      |
| 171                            | Julien Amadori (FRA)           | DNF                            |
| 172                            | Kévin Besson (FRA)             | DNF                            |
| 173                            | Edouard Bonnefoix (FRA)        | 87.                            |
| 174                            | Jonathan Couanon (FRA)         | 12.                            |
| 175                            | Tristan Delacroix (FRA)        | 73.                            |
| 176                            | Paul Hennequin (FRA)           | 83.                            |
| 177                            | Maxime Urruty (FRA)            | 22.                            |

| Saint Michel-Auber 93 AUB | Saint Michel-Auber 93 AUB  | Saint Michel-Auber 93 AUB |
| ------------------------- | -------------------------- | ------------------------- |
| Nr.                       | Rytter                     | Placering                 |
| 181                       | Jason Tesson (FRA)         | 59.                       |
| 182                       | Nicolas Debeaumarché (FRA) | 18.                       |
| 183                       | Flavien Maurelet (FRA)     | 14.                       |
| 184                       | Joris Delbove (FRA)        | 64.                       |
| 185                       | Tony Hurel (FRA)           | DNF                       |
| 186                       | Yoann Paillot (FRA)        | 74.                       |
| 187                       | Morne van Niekerk (RSA)    | DNF                       |

| Team U Nantes Atlantique 194 | Team U Nantes Atlantique 194  | Team U Nantes Atlantique 194 |
| ---------------------------- | ----------------------------- | ---------------------------- |
| Nr.                          | Rytter                        | Placering                    |
| 191                          | Léo Danès (FRA)               | 82.                          |
| 192                          | Maël Guégan (FRA)             | 21.                          |
| 193                          | Mathias Le Turnier (FRA)      | DNF                          |
| 194                          | Emmanuel Morin (FRA)          | 84.                          |
| 195                          | Tom Paquet (LUX)              | 79.                          |
| 196                          | Florian Richard Andrade (FRA) | DNF                          |
| 197                          | Louis Richard (FRA)           | DNF                          |

| Jumbo-Visma TJV | Jumbo-Visma TJV              | Jumbo-Visma TJV |
| --------------- | ---------------------------- | --------------- |
| Nr.             | Rytter                       | Placering       |
| 1               | Primož Roglič (SLO)          | 37.             |
| 2               | David Dekker (NED)           | 52.             |
| 3               | Pascal Eenkhoorn (NED)       | DNF             |
| 4               | Jonas Vingegaard (DEN)       | 76.             |
| 5               | Timo Roosen (NED) (landevej) | 11.             |
| 6               | Mick van Dijke (NED)         | 81.             |
| 7               | Lennard Hofstede (NED)       | DNF             |

| Ineos Grenadiers IGD | Ineos Grenadiers IGD   | Ineos Grenadiers IGD |
| -------------------- | ---------------------- | -------------------- |
| Nr.                  | Rytter                 | Placering            |
| 11                   | Daniel Martínez (COL)  | 29.                  |
| 12                   | Kim Heiduk (GER)       | 26.                  |
| 13                   | Jhonatan Narváez (ECU) | 34.                  |
| 14                   | Magnus Sheffield (USA) | 43.                  |
| 15                   | Ben Turner (GBR)       | 41.                  |

| UAE Team Emirates UAD | UAE Team Emirates UAD      | UAE Team Emirates UAD |
| --------------------- | -------------------------- | --------------------- |
| Nr.                   | Rytter                     | Placering             |
| 21                    | Pascal Ackermann (GER)     | DNF                   |
| 22                    | Alexys Brunel (FRA)        | DNF                   |
| 23                    | Rui Oliveira (POR)         | 15.                   |
| 24                    | Felix Groß (GER)           | 77.                   |
| 25                    | Vegard Stake Laengen (NOR) | DNF                   |
| 26                    | Joel Suter (SUI)           | 86.                   |
| 27                    | Maximiliano Richeze (ARG)  | DNF                   |

| AG2R Citroën Team ACT | AG2R Citroën Team ACT        | AG2R Citroën Team ACT |
| --------------------- | ---------------------------- | --------------------- |
| Nr.                   | Rytter                       | Placering             |
| 32                    | Paul Lapeira (FRA)           | 28.                   |
| 33                    | Aurélien Paret-Peintre (FRA) | 24.                   |
| 34                    | Damien Touzé (FRA)           | 40.                   |
| 35                    | Antoine Raugel (FRA)         | DNF                   |
| 36                    | Marc Sarreau (FRA)           | 5.                    |
| 37                    | Nicolas Prodhomme (FRA)      | 57.                   |

| Bora-Hansgrohe BOH | Bora-Hansgrohe BOH      | Bora-Hansgrohe BOH |
| ------------------ | ----------------------- | ------------------ |
| Nr.                | Rytter                  | Placering          |
| 42                 | Shane Archbold (NZL)    | DNF                |
| 43                 | Patrick Gamper (AUT)    | DNF                |
| 44                 | Jonas Koch (GER)        | DNF                |
| 45                 | Martin Laas (EST)       | 78.                |
| 46                 | Lukas Pöstlberger (AUT) | DNF                |
| 47                 | Matthew Walls (GBR)     | DNF                |

| Cofidis COF | Cofidis COF             | Cofidis COF |
| ----------- | ----------------------- | ----------- |
| Nr.         | Rytter                  | Placering   |
| 51          | Max Walscheid (GER)     | 1.          |
| 52          | Piet Allegaert (BEL)    | 33.         |
| 53          | Tom Bohli (SUI)         | DNF         |
| 54          | André Carvalho (POR)    | 91.         |
| 55          | Wesley Kreder (NED)     | 53.         |
| 56          | Kenneth Vanbilsen (BEL) | 69.         |
| 57          | Jelle Wallays (BEL)     | 70.         |

| Groupama-FDJ GFC | Groupama-FDJ GFC         | Groupama-FDJ GFC |
| ---------------- | ------------------------ | ---------------- |
| Nr.              | Rytter                   | Placering        |
| 61               | Lewis Askey (GBR)        | 46.              |
| 62               | Clément Davy (FRA)       | 72.              |
| 63               | Matthieu Ladagnous (FRA) | 38.              |
| 64               | Fabian Lienhard (SUI)    | 32.              |
| 65               | Bram Welten (NED)        | 10.              |
| 66               | Rait Ärm (EST)           | 36.              |
| 67               | Samuel Watson (GBR)      | 35.              |

| Intermarché-Wanty-Gobert Matériaux IWG | Intermarché-Wanty-Gobert Matériaux IWG | Intermarché-Wanty-Gobert Matériaux IWG |
| -------------------------------------- | -------------------------------------- | -------------------------------------- |
| Nr.                                    | Rytter                                 | Placering                              |
| 71                                     | Dimitri Claeys (BEL)                   | 44.                                    |
| 72                                     | Julius Johansen (DEN)                  | 51.                                    |
| 73                                     | Hugo Page (FRA)                        | 16.                                    |
| 74                                     | Adrien Petit (FRA)                     | 3.                                     |
| 76                                     | Taco van der Hoorn (NED)               | 71.                                    |
| 77                                     | Kevin Van Melsen (BEL)                 | 42.                                    |

| Alpecin-Fenix AFC | Alpecin-Fenix AFC              | Alpecin-Fenix AFC |
| ----------------- | ------------------------------ | ----------------- |
| Nr.               | Rytter                         | Placering         |
| 81                | Dries De Bondt (BEL)           | 2.                |
| 82                | Floris De Tier (BEL)           | DNF               |
| 83                | Maurice Ballerstedt (GER)      | 89.               |
| 84                | Guillaume Van Keirsbulck (BEL) | 31.               |
| 85                | Edward Planckaert (BEL)        | DNF               |
| 86                | Julien Vermote (BEL)           | DNF               |
| 87                | Ayco Bastiaens (BEL)           | 61.               |

| Arkéa-Samsic ARK | Arkéa-Samsic ARK        | Arkéa-Samsic ARK |
| ---------------- | ----------------------- | ---------------- |
| Nr.              | Rytter                  | Placering        |
| 91               | Dayer Quintana (COL)    | DNF              |
| 92               | Amaury Capiot (BEL)     | 7.               |
| 93               | Christophe Noppe (BEL)  | DNF              |
| 95               | Markus Pajur (EST)      | 65.              |
| 96               | Benjamin Declercq (BEL) | DNF              |
| 97               | Kévin Vauquelin (FRA)   | 25.              |

| Bardiani CSF Faizanè BCF | Bardiani CSF Faizanè BCF     | Bardiani CSF Faizanè BCF |
| ------------------------ | ---------------------------- | ------------------------ |
| Nr.                      | Rytter                       | Placering                |
| 101                      | Enrico Battaglin (ITA)       | 67.                      |
| 102                      | Jonathan Cañaveral (COL)     | 54.                      |
| 103                      | Luca Colnaghi (ITA)          | DNF                      |
| 105                      | Alessandro Santaromita (ITA) | DNF                      |
| 106                      | Enrico Zanoncello (ITA)      | DNF                      |
| 107                      | Samuele Zoccarato (ITA)      | DNF                      |

| B&B Hotels-KTM BBK | B&B Hotels-KTM BBK     | B&B Hotels-KTM BBK |
| ------------------ | ---------------------- | ------------------ |
| Nr.                | Rytter                 | Placering          |
| 111                | Pierre Barbier (FRA)   | 4.                 |
| 112                | Jens Debusschere (BEL) | 47.                |
| 113                | Quentin Jauregui (FRA) | 56.                |
| 114                | Jérémy Lecroq (FRA)    | DNF                |
| 115                | Cyril Lemoine (FRA)    | 39.                |
| 116                | Julien Morice (FRA)    | 30.                |
| 117                | Luca Mozzato (ITA)     | 27.                |

| Bingoal Pauwels Sauces WB BWB | Bingoal Pauwels Sauces WB BWB | Bingoal Pauwels Sauces WB BWB |
| ----------------------------- | ----------------------------- | ----------------------------- |
| Nr.                           | Rytter                        | Placering                     |
| 121                           | Stanisław Aniołkowski (POL)   | 85.                           |
| 122                           | Karl Patrick Lauk (EST)       | 19.                           |
| 123                           | Dimitri Peyskens (BEL)        | 63.                           |
| 124                           | Laurenz Rex (BEL)             | DNF                           |
| 125                           | Ludovic Robeet (BEL)          | 62.                           |
| 126                           | Bas Tietema (NED)             | 80.                           |
| 127                           | Tom Wirtgen (LUX)             | 23.                           |

| Sport Vlaanderen-Baloise SVB | Sport Vlaanderen-Baloise SVB | Sport Vlaanderen-Baloise SVB |
| ---------------------------- | ---------------------------- | ---------------------------- |
| Nr.                          | Rytter                       | Placering                    |
| 131                          | Milan Fretin (BEL)           | 48.                          |
| 132                          | Alex Colman (BEL)            | 88.                          |
| 133                          | Sander De Pestel (BEL)       | DNF                          |
| 134                          | Robbe Ghys (BEL)             | 9.                           |
| 135                          | Kenneth Van Rooy (BEL)       | 49.                          |
| 136                          | Ward Vanhoof (BEL)           | 17.                          |
| 137                          | Aaron Verwilst (BEL)         | 68.                          |

| TotalEnergies TEN | TotalEnergies TEN         | TotalEnergies TEN |
| ----------------- | ------------------------- | ----------------- |
| Nr.               | Rytter                    | Placering         |
| 141               | Niki Terpstra (NED)       | 45.               |
| 142               | Sandy Dujardin (FRA)      | 6.                |
| 143               | Christopher Lawless (GBR) | DNF               |
| 144               | Lorrenzo Manzin (FRA)     | DNF               |
| 145               | Jérémy Cabot (FRA)        | 90.               |

| Uno-X Pro Cycling Team UXT | Uno-X Pro Cycling Team UXT   | Uno-X Pro Cycling Team UXT |
| -------------------------- | ---------------------------- | -------------------------- |
| Nr.                        | Rytter                       | Placering                  |
| 151                        | Erik Nordsæter Resell (NOR)  | 55.                        |
| 152                        | Lars Saugstad (NOR)          | 58.                        |
| 153                        | Fredrik Dversnes (NOR)       | DNF                        |
| 154                        | William Blume Levy (DEN)     | 13.                        |
| 155                        | Martin Bugge Urianstad (NOR) | 50.                        |
| 156                        | Kristian Kulset (NOR)        | 75.                        |
| 157                        | Iver Skaarseth (NOR)         | 66.                        |

| Go Sport-Roubaix Lille Métropole GRL | Go Sport-Roubaix Lille Métropole GRL | Go Sport-Roubaix Lille Métropole GRL |
| ------------------------------------ | ------------------------------------ | ------------------------------------ |
| Nr.                                  | Rytter                               | Placering                            |
| 161                                  | Samuel Leroux (FRA)                  | 8.                                   |
| 163                                  | Tom Mainguenaud (FRA)                | DNF                                  |
| 164                                  | Evaldas Šiškevicius (LTU)            | 20.                                  |
| 165                                  | Valentin Tabellion (FRA)             | DNF                                  |
| 166                                  | Norman Vahtra (EST)                  | 60.                                  |
| 167                                  | Emiel Vermeulen (BEL)                | DNF                                  |

| Nice Métropole Côte d'Azur NMC | Nice Métropole Côte d'Azur NMC | Nice Métropole Côte d'Azur NMC |
| ------------------------------ | ------------------------------ | ------------------------------ |
| Nr.                            | Rytter                         | Placering                      |
| 171                            | Julien Amadori (FRA)           | DNF                            |
| 172                            | Kévin Besson (FRA)             | DNF                            |
| 173                            | Edouard Bonnefoix (FRA)        | 87.                            |
| 174                            | Jonathan Couanon (FRA)         | 12.                            |
| 175                            | Tristan Delacroix (FRA)        | 73.                            |
| 176                            | Paul Hennequin (FRA)           | 83.                            |
| 177                            | Maxime Urruty (FRA)            | 22.                            |

| Saint Michel-Auber 93 AUB | Saint Michel-Auber 93 AUB  | Saint Michel-Auber 93 AUB |
| ------------------------- | -------------------------- | ------------------------- |
| Nr.                       | Rytter                     | Placering                 |
| 181                       | Jason Tesson (FRA)         | 59.                       |
| 182                       | Nicolas Debeaumarché (FRA) | 18.                       |
| 183                       | Flavien Maurelet (FRA)     | 14.                       |
| 184                       | Joris Delbove (FRA)        | 64.                       |
| 185                       | Tony Hurel (FRA)           | DNF                       |
| 186                       | Yoann Paillot (FRA)        | 74.                       |
| 187                       | Morne van Niekerk (RSA)    | DNF                       |

| Team U Nantes Atlantique 194 | Team U Nantes Atlantique 194  | Team U Nantes Atlantique 194 |
| ---------------------------- | ----------------------------- | ---------------------------- |
| Nr.                          | Rytter                        | Placering                    |
| 191                          | Léo Danès (FRA)               | 82.                          |
| 192                          | Maël Guégan (FRA)             | 21.                          |
| 193                          | Mathias Le Turnier (FRA)      | DNF                          |
| 194                          | Emmanuel Morin (FRA)          | 84.                          |
| 195                          | Tom Paquet (LUX)              | 79.                          |
| 196                          | Florian Richard Andrade (FRA) | DNF                          |
| 197                          | Louis Richard (FRA)           | DNF                          |